# Övra Sandåstjärnarna
Övra Sandåstjärnarna är en sjö i Rättviks kommun i Dalarna och ingår i Dalälvens huvudavrinningsområde.